# Oligopéptido

Un tripéptido (ejemplo Val - Gly - Ala) con extremo amino marcado en verde (L-valina) y extremo carboxilo marcado azul (L-alanina)

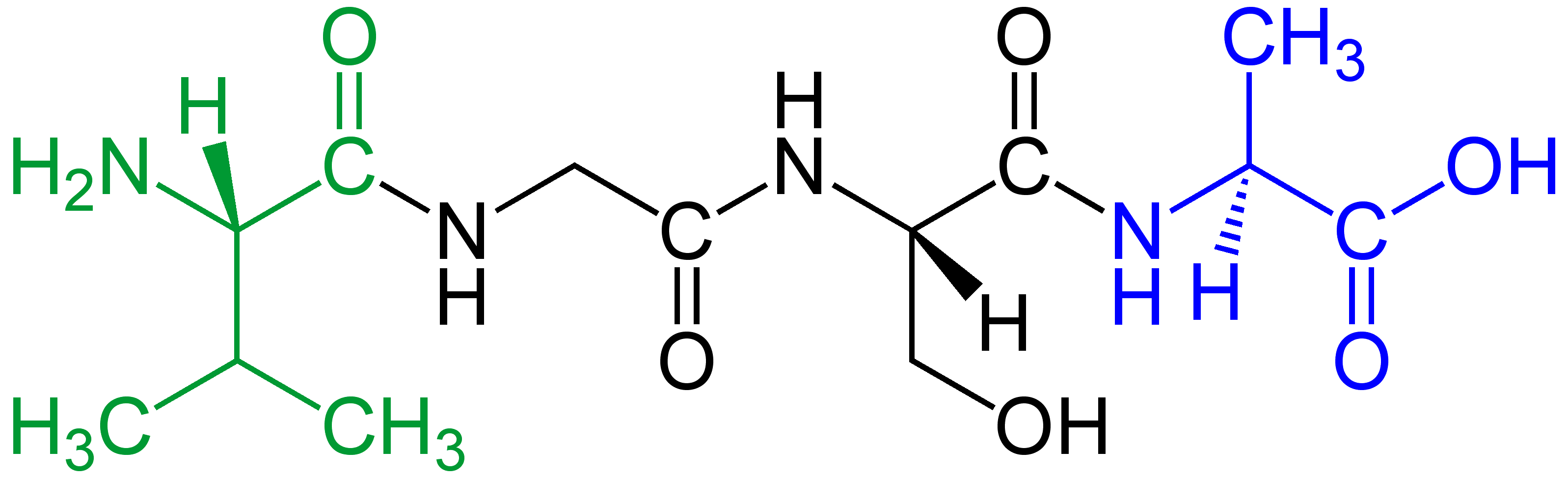
Un tetrapéptido (ejemplo Val - Gly - Ser - Ala) con extremo amino marcado en verde (L-valina) y extremo carboxilo marcado azul (L-alanina)

Un oligopéptido, a menudo llamado péptido (del griego oligo-, "unos pocos"), consta de dos a veinte aminoácidos (esta referencia varía según el autor) y puede incluir dipéptidos, tripéptidos, tetrapéptidos y pentapéptidos. Algunas de las principales clases de oligopéptidos naturales incluyen aeruginosinas, cianopeptolinas, microcistinas, microviridinas, microgininas, anabaenopeptinas y ciclamidas. Las microcistinas se estudian más, debido a su impacto potencial de toxicidad en el agua potable. Una revisión de algunos oligopéptidos encontró que las clases más abundantes son las cianopeptolinas (40.1%), seguidas de las microcistinas (13.4%).

## Producción
Las clases de oligopéptidos son producidas por péptidos sintasas no ribosómicas (NRPS), excepto que las ciclamidas y microviridinas se sintetizan a través de las vías ribosómicas.

## Ejemplos
Los ejemplos de oligopéptidos incluyen:
- Amanitinas: péptidos cíclicos tomados de carpóforos de varias especies diferentes de hongos. Son potentes inhibidores de las ARN polimerasas en la mayoría de las especies eucarióticas, impiden la producción de ARNm y la síntesis de proteínas. Estos péptidos son importantes en el estudio de la transcripción. La alfa-amanitina es la principal toxina de la especie Phalloides Amanita, venenosa si es ingerida por humanos o animales.
- Antipain: un oligopéptido producido por varias bacterias que actúa como un inhibidor de la proteasa.
- Ceruletida: un decapéptido específico que se encuentra en la piel de Hyla caerulea, la rana arbórea verde australiana. La ceruletida tiene mucho en común con respecto a la acción y la composición de la colecistoquinina. Estimula la secreción gástrica, biliar y pancreática; y cierto músculo liso. Se utiliza para inducir pancreatitis en modelos animales experimentales.
- Glutatión - un tripéptido con muchas funciones en las células. Se conjuga con los medicamentos para hacerlos más solubles para la excreción, es un cofactor para algunas enzimas, participa en el reordenamiento del enlace de la proteína disulfuro y reduce los peróxidos.
- Leupeptinas: grupo de oligopéptidos acilados producidos por actinomicetos que funcionan como inhibidores de la proteasa. Se sabe que inhiben en diversos grados la tripsina, la plasmina, las calicreínas, la papaína y las catepsinas .
- Netropsina: un polipéptido básico aislado de Streptomyces netropsis. Es citotóxico y ataca la unión a las áreas AT del ADN es útil para la investigación genética.
- Pepestatinas - N oligopéptidos -acetilados aislados a partir de filtrados de cultivo de actinomicetos, que actúan específicamente para inhibir proteasas ácidas tales como pepsina y renina.
- Péptido T - N - (N - (N (2) - (N - (N - (N - (N - D Alanil L -seril) - L -treonil) - L -treonil) L -treonil) - L - asparaginil) - L - tirosil) L - treonina.  Octapéptido que comparte la homología de secuencia con la proteína gp120 de la envoltura del VIH. Puede ser útil como agente antiviral en la terapia del SIDA. La secuencia pentapeptídica principal, TTNYT, que consta de los aminoácidos 4-8 en el péptido T, es la secuencia de la envoltura del VIH requerida para la unión al receptor CD4.
- Faloidina: un polipéptido muy tóxico aislado principalmente de Amanita phalloides (Agaricaceae); causa daños fatales en el hígado, los riñones y el SNC en la intoxicación por hongos; utilizado en el estudio del daño hepático.
- Teprótido - un no péptido sintético (Pyr-Trp-Pro-Arg-Pro-Gln-Ile-Pro-Pro) que es exactamente el mismo péptido del veneno de la serpiente, Bothrops jararaca. Inhibe la cininasa II y la angiotensina I y se ha propuesto como un agente antihipertensivo.
- Tuftsin - N(2) - ((1- (N(2) - L- treonil) - L- ilsil) - L -prolil) - L- arginina. Un tetrapéptido fabricado en el bazo por escisión enzimática de una gamma-globulina leucofílica. Estimula la actividad fagocítica de los leucocitos polimorfonucleares de la sangre y los neutrófilos en particular. El péptido se encuentra en el fragmento Fd de la molécula de gamma-globulina.